# Ebersbach
Ebersbach é um município da Alemanha, situado no distrito de Meißen, no estado da Saxônia. Tem 84,18 km² de área, e sua população em 2019 foi estimada em 4.384 habitantes.